# Казе Гизиоло (Мантова)
Казе Гизиоло је насеље у Италији у округу Мантова, региону Ломбардија.
Према процени из 2011. у насељу је живело 60 становника. Насеље се налази на надморској висини од 28 м.